# Championnat du monde des rallyes 1988
Navigation
1987 1989

## Épreuves
|                 |                          |                     |                       |
| Noir = Asphalte | Marron = Terre / Gravier | Bleu = Neige/ glace | Rouge = Surface mixte |

### Calendrier / Résultats
| Calendrier / Résultats du championnat du monde des rallyes 1988 | Calendrier / Résultats du championnat du monde des rallyes 1988 | Calendrier / Résultats du championnat du monde des rallyes 1988 | Calendrier / Résultats du championnat du monde des rallyes 1988 | Calendrier / Résultats du championnat du monde des rallyes 1988 | Calendrier / Résultats du championnat du monde des rallyes 1988 | Calendrier / Résultats du championnat du monde des rallyes 1988 | Calendrier / Résultats du championnat du monde des rallyes 1988 | Calendrier / Résultats du championnat du monde des rallyes 1988 |
| Manche                                                          | Rallye                                                          | Rallye                                                          | Podium                                                          | Podium                                                          | Podium                                                          | Podium                                                          | Podium                                                          | Podium                                                          |
| Manche                                                          | Rallye                                                          | Rallye                                                          | #                                                               | Pilote                                                          | Copilote                                                        | Équipe                                                          | Voiture                                                         | Temps                                                           |
| --------------------------------------------------------------- | --------------------------------------------------------------- | --------------------------------------------------------------- | --------------------------------------------------------------- | --------------------------------------------------------------- | --------------------------------------------------------------- | --------------------------------------------------------------- | --------------------------------------------------------------- | --------------------------------------------------------------- |
| 1                                                               | 56e Rallye automobile Monte-Carlo (16-21 janvier)               | 26 spéciales 624 km Asphalte/Neige                              | 1                                                               | Bruno Saby                                                      | Jean-François Fauchille                                         | Martini Lancia                                                  | Lancia Delta HF 4WD                                             | 7 h 19 min 11 s                                                 |
| 1                                                               | 56e Rallye automobile Monte-Carlo (16-21 janvier)               | 26 spéciales 624 km Asphalte/Neige                              | 2                                                               | Alex Fiorio                                                     | Luigi Pirollo                                                   | Jolly Club                                                      | Lancia Delta HF 4WD                                             | 7 h 30 min 01 s                                                 |
| 1                                                               | 56e Rallye automobile Monte-Carlo (16-21 janvier)               | 26 spéciales 624 km Asphalte/Neige                              | 3                                                               | Jean-Pierre Ballet                                              | Marie-Christine Lallement                                       | Peugeot Sport                                                   | Peugeot 205 GTI                                                 | 7 h 42 min 46 s                                                 |
|                                                                 |                                                                 |                                                                 |                                                                 |                                                                 |                                                                 |                                                                 |                                                                 |                                                                 |
| 2                                                               | 38e Rallye de Suède (4-6 février)                               | 35 spéciales 491 km Neige/Glace                                 | 1                                                               | Markku Alén                                                     | Ilkka Kivimäki                                                  | Martini Lancia                                                  | Lancia Delta HF 4WD                                             | 5 h 02 min 31 s                                                 |
| 2                                                               | 38e Rallye de Suède (4-6 février)                               | 35 spéciales 491 km Neige/Glace                                 | 2                                                               | Stig Blomqvist                                                  | Benny Melander                                                  | Rallysport Sweden                                               | Ford Sierra XR 4x4                                              | 5 h 04 min 08 s                                                 |
| 2                                                               | 38e Rallye de Suède (4-6 février)                               | 35 spéciales 491 km Neige/Glace                                 | 3                                                               | Lars-Erik Torph                                                 | Tina Thörner                                                    | Audi                                                            | Audi Coupe Quattro                                              | 5 h 10 min 03 s                                                 |
|                                                                 |                                                                 |                                                                 |                                                                 |                                                                 |                                                                 |                                                                 |                                                                 |                                                                 |
| 3                                                               | 22e Rallye du Portugal (1-6 mars)                               | 37 spéciales 589 km Gravier/Asphalte                            | 1                                                               | Miki Biasion                                                    | Carlo Cassina                                                   | Martini Lancia                                                  | Lancia Delta Integrale                                          | 6 h 44 min 01 s                                                 |
| 3                                                               | 22e Rallye du Portugal (1-6 mars)                               | 37 spéciales 589 km Gravier/Asphalte                            | 2                                                               | Alex Fiorio                                                     | Luigi Pirollo                                                   | Jolly Club                                                      | Lancia Delta HF 4WD                                             | 6 h 52 min 47 s                                                 |
| 3                                                               | 22e Rallye du Portugal (1-6 mars)                               | 37 spéciales 589 km Gravier/Asphalte                            | 3                                                               | Yves Loubet                                                     | Jean-Bernard Vieu                                               | Jolly Club                                                      | Lancia Delta HF 4WD                                             | 6 h 53 min 23 s                                                 |
|                                                                 |                                                                 |                                                                 |                                                                 |                                                                 |                                                                 |                                                                 |                                                                 |                                                                 |
| 4                                                               | 36e Rallye Safari (31 mars - 4 avril)                           | 82 controles 4205 km Gravier                                    | 1                                                               | Miki Biasion                                                    | Tiziano Siviero                                                 | Martini Lancia                                                  | Lancia Delta Integrale                                          | 2 h 51 min 04 s                                                 |
| 4                                                               | 36e Rallye Safari (31 mars - 4 avril)                           | 82 controles 4205 km Gravier                                    | 2                                                               | Mike Kirkland                                                   | Robin Nixon                                                     | Nissan Motorsports International                                | Nissan 200SX                                                    | 3 h 03 min 57 s                                                 |
| 4                                                               | 36e Rallye Safari (31 mars - 4 avril)                           | 82 controles 4205 km Gravier                                    | 3                                                               | Per Eklund                                                      | Dave Whittock                                                   | Nissan Motorsports International                                | Nissan 200SX                                                    | 3 h 38 min 26 s                                                 |
|                                                                 |                                                                 |                                                                 |                                                                 |                                                                 |                                                                 |                                                                 |                                                                 |                                                                 |
| 5                                                               | 32e Tour de Corse (3-6 mai)                                     | 30 spéciales 623 km Asphalte                                    | 1                                                               | Didier Auriol                                                   | Bernard Occelli                                                 | Ford Motor Company                                              | Ford Sierra RS Cosworth                                         | 7 h 12 min 04 s                                                 |
| 5                                                               | 32e Tour de Corse (3-6 mai)                                     | 30 spéciales 623 km Asphalte                                    | 2                                                               | Yves Loubet                                                     | Jean-Bernard Vieu                                               | Martini Lancia                                                  | Lancia Delta Integrale                                          | 7 h 15 min 09 s                                                 |
| 5                                                               | 32e Tour de Corse (3-6 mai)                                     | 30 spéciales 623 km Asphalte                                    | 3                                                               | Bruno Saby                                                      | Jean-François Fauchille                                         | Martini Lancia                                                  | Lancia Delta Integrale                                          | 7 h 16 min 53 s                                                 |
|                                                                 |                                                                 |                                                                 |                                                                 |                                                                 |                                                                 |                                                                 |                                                                 |                                                                 |
| 6                                                               | 35e Rallye de l'Acropole (29 mai- 1er juin)                     | 36 spéciales 526 km Gravier                                     | 1                                                               | Miki Biasion                                                    | Tiziano Siviero                                                 | Martini Lancia                                                  | Lancia Delta Integrale                                          | 7 h 03 min 00 s                                                 |
| 6                                                               | 35e Rallye de l'Acropole (29 mai- 1er juin)                     | 36 spéciales 526 km Gravier                                     | 2                                                               | Mikael Ericsson                                                 | Claes Billstam                                                  | Martini Lancia                                                  | Lancia Delta Integrale                                          | 7 h 04 min 43 s                                                 |
| 6                                                               | 35e Rallye de l'Acropole (29 mai- 1er juin)                     | 36 spéciales 526 km Gravier                                     | 3                                                               | Alex Fiorio                                                     | Luigi Pirollo                                                   | Jolly Club                                                      | Lancia Delta Integrale                                          | 7 h 10 min 40 s                                                 |
|                                                                 |                                                                 |                                                                 |                                                                 |                                                                 |                                                                 |                                                                 |                                                                 |                                                                 |
| 7                                                               | 23e Rallye Olympus (23-26 juin)                                 | 36 spéciales 502 km Gravier                                     | 1                                                               | Miki Biasion                                                    | Tiziano Siviero                                                 | Martini Lancia                                                  | Lancia Delta Integrale                                          | 5 h 28 min 44 s                                                 |
| 7                                                               | 23e Rallye Olympus (23-26 juin)                                 | 36 spéciales 502 km Gravier                                     | 2                                                               | Alex Fiorio                                                     | Luigi Pirollo                                                   | Jolly Club                                                      | Lancia Delta Integrale                                          | 5 h 34 min 07 s                                                 |
| 7                                                               | 23e Rallye Olympus (23-26 juin)                                 | 36 spéciales 502 km Gravier                                     | 3                                                               | John Buffum                                                     | John Bellefleur                                                 | Audi                                                            | Audi Coupe Quattro                                              | 5 h 44 min 59 s                                                 |
|                                                                 |                                                                 |                                                                 |                                                                 |                                                                 |                                                                 |                                                                 |                                                                 |                                                                 |
| 8                                                               | 18e Rallye de Nouvelle-Zélande (9-12 juillet)                   | 39 spéciales 611 km Gravier                                     | 1                                                               | Sepp Haider                                                     | Ferdi Hinterleitner                                             | GM Euro Sport                                                   | Opel Kadett GSi 16V                                             | 7 h 38 min 39 s                                                 |
| 8                                                               | 18e Rallye de Nouvelle-Zélande (9-12 juillet)                   | 39 spéciales 611 km Gravier                                     | 2                                                               | Ray Wilson                                                      | Stuart Lewis                                                    | Mobil 1 Racing                                                  | Mazda 323 4WD                                                   | 7 h 57 min 16 s                                                 |
| 8                                                               | 18e Rallye de Nouvelle-Zélande (9-12 juillet)                   | 39 spéciales 611 km Gravier                                     | 3                                                               | Malcolm Stewart                                                 | John Kennard                                                    | Audi                                                            | Audi Coupe Quattro                                              | 8 h 02 min 25 s                                                 |
|                                                                 |                                                                 |                                                                 |                                                                 |                                                                 |                                                                 |                                                                 |                                                                 |                                                                 |
| 9                                                               | 8e Rallye d'Argentine (2-6 août)                                | 29 spéciales 588 km Gravier                                     | 1                                                               | Jorge Recalde                                                   | Jorge del Buono                                                 | Martini Lancia                                                  | Lancia Delta Integrale                                          | 7 h 05 min 16 s                                                 |
| 9                                                               | 8e Rallye d'Argentine (2-6 août)                                | 29 spéciales 588 km Gravier                                     | 2                                                               | Miki Biasion                                                    | Tiziano Siviero                                                 | Martini Lancia                                                  | Lancia Delta Integrale                                          | 7 h 08 min 51 s                                                 |
| 9                                                               | 8e Rallye d'Argentine (2-6 août)                                | 29 spéciales 588 km Gravier                                     | 3                                                               | Franz Wittmann                                                  | Jörg Pattermann                                                 | Lancia Rally Team Austria                                       | Lancia Delta Integrale                                          | 7 h 34 min 13 s                                                 |
|                                                                 |                                                                 |                                                                 |                                                                 |                                                                 |                                                                 |                                                                 |                                                                 |                                                                 |
| 10                                                              | 38e Rallye de Finlande (26-28 août)                             | 39 spéciales 496 km Gravier                                     | 1                                                               | Markku Alén                                                     | Ilkka Kivimäki                                                  | Martini Lancia                                                  | Lancia Delta Integrale                                          | 4 h 35 min 29 s                                                 |
| 10                                                              | 38e Rallye de Finlande (26-28 août)                             | 39 spéciales 496 km Gravier                                     | 2                                                               | Mikael Ericsson                                                 | Claes Billstam                                                  | Martini Lancia                                                  | Lancia Delta Integrale                                          | 4 h 38 min 24 s                                                 |
| 10                                                              | 38e Rallye de Finlande (26-28 août)                             | 39 spéciales 496 km Gravier                                     | 3                                                               | Didier Auriol                                                   | Bernard Occelli                                                 | Ford Motor Company                                              | Ford Sierra RS Cosworth                                         | 4 h 45 min 15 s                                                 |
|                                                                 |                                                                 |                                                                 |                                                                 |                                                                 |                                                                 |                                                                 |                                                                 |                                                                 |
| 11                                                              | 20e Rallye de Côte d'Ivoire (20-24 septembre)                   | 80 controles 3421 km Gravier                                    | 1                                                               | Alain Ambrosino                                                 | Daniel Le Saux                                                  | Marlboro Africa Team                                            | Nissan 200SX                                                    | +3 h 34 min 51 s pen                                            |
| 11                                                              | 20e Rallye de Côte d'Ivoire (20-24 septembre)                   | 80 controles 3421 km Gravier                                    | 2                                                               | Pascal Gaban                                                    | Willy Lux                                                       | Mazda Rally Team Belgium                                        | Mazda 323 4WD                                                   | +5 h 06 min 33 s pen                                            |
| 11                                                              | 20e Rallye de Côte d'Ivoire (20-24 septembre)                   | 80 controles 3421 km Gravier                                    | 3                                                               | Patrick Tauziac                                                 | Claude Papin                                                    | Ralliart                                                        | Mitsubishi Starion Turbo                                        | +7 h 20 min 20 s pen                                            |
|                                                                 |                                                                 |                                                                 |                                                                 |                                                                 |                                                                 |                                                                 |                                                                 |                                                                 |
| 12                                                              | 30e Rallye Sanremo (10-14 octobre)                              | 39 spéciales 531 km Gravier/Asphalte                            | 1                                                               | Miki Biasion                                                    | Tiziano Siviero                                                 | Martini Lancia                                                  | Lancia Delta Integrale                                          | 6 h 06 min 41 s                                                 |
| 12                                                              | 30e Rallye Sanremo (10-14 octobre)                              | 39 spéciales 531 km Gravier/Asphalte                            | 2                                                               | Alex Fiorio                                                     | Luigi Pirollo                                                   | Jolly Club                                                      | Lancia Delta Integrale                                          | 6 h 07 min 34 s                                                 |
| 12                                                              | 30e Rallye Sanremo (10-14 octobre)                              | 39 spéciales 531 km Gravier/Asphalte                            | 3                                                               | Dario Cerrato                                                   | Giuseppe Cerri                                                  | Jolly Club                                                      | Lancia Delta Integrale                                          | 6 h 08 min 35 s                                                 |
|                                                                 |                                                                 |                                                                 |                                                                 |                                                                 |                                                                 |                                                                 |                                                                 |                                                                 |
| 13                                                              | 44e Rallye de Grande-Bretagne (20-24 novembre)                  | 52 spéciales 602 km Gravier                                     | 1                                                               | Markku Alén                                                     | Ilkka Kivimäki                                                  | Martini Lancia                                                  | Lancia Delta Integrale                                          | 7 h 15 min 37 s                                                 |
| 13                                                              | 44e Rallye de Grande-Bretagne (20-24 novembre)                  | 52 spéciales 602 km Gravier                                     | 2                                                               | Timo Salonen                                                    | Voitto Silander                                                 | Mazda Rally Team Europe                                         | Mazda 323 4WD                                                   | 7 h 19 min 43 s                                                 |
| 13                                                              | 44e Rallye de Grande-Bretagne (20-24 novembre)                  | 52 spéciales 602 km Gravier                                     | 3                                                               | Björn Waldegård                                                 | Fred Gallagher                                                  | Toyota Team Great Britain                                       | Toyota Celica GT-Four                                           | 7 h 22 min 16 s                                                 |
|                                                                 |                                                                 |                                                                 |                                                                 |                                                                 |                                                                 |                                                                 |                                                                 |                                                                 |

## Classements

### Système de points en vigueur
| 1  | 20 | -  | -  | -  | -  | - | - | - | - | - |
| 2  | 18 | 17 | -  | -  | -  | - | - | - | - | - |
| 3  | 16 | 15 | 14 | -  | -  | - | - | - | - | - |
| 4  | 15 | 14 | 13 | 12 | -  | - | - | - | - | - |
| 5  | 14 | 13 | 12 | 11 | 10 | - | - | - | - | - |
| 6  | 13 | 12 | 11 | 10 | 9  | 8 | - | - | - | - |
| 7  | 12 | 11 | 10 | 9  | 8  | 7 | 6 | - | - | - |
| 8  | 11 | 10 | 9  | 8  | 7  | 6 | 5 | 4 | - | - |
| 9  | 10 | 9  | 8  | 7  | 6  | 5 | 4 | 3 | 2 | - |
| 10 | 9  | 8  | 7  | 6  | 5  | 4 | 3 | 2 | 1 | 1 |

| 20 pts | 15 pts | 12 pts | 10 pts | 8 pts | 6 pts | 4 pts | 3 pts | 2 pts | 1 pts |

### Classement constructeurs
| 1  | Lancia     | (20) | (20) | (20) | 20 | (17) | 20 | 20 | 20 | 20  | 20  | 20 | 140 |
| 2  | Ford       | –    | 17   | 10   | –  | 20   | –  | –  | –  | 14  | 10  | 8  | 79  |
| 3  | Audi       | 7    | 14   | –    | 4  | –    | 10 | 14 | 12 | (2) | (2) | 10 | 71  |
| 4  | Mazda      | 10   | –    | 12   | –  | –    | 9  | 6  | –  | 12  | –   | 17 | 66  |
| 5  | Toyota     | –    | –    | –    | 12 | 8    | –  | –  | 4  | –   | 8   | 14 | 46  |
| 6  | Renault    | 12   | –    | 4    | –  | 8    | –  | –  | 8  | –   | –   | –  | 32  |
| 7  | BMW        | 13   | –    | –    | –  | 12   | –  | –  | –  | –   | –   | –  | 25  |
| 8  | Nissan     | –    | –    | –    | 17 | –    | 6  | –  | –  | –   | –   | –  | 23  |
| 9  | Subaru     | –    | –    | –    | 8  | –    | –  | –  | 10 | –   | –   | –  | 18  |
| 10 | Peugeot    | 14   | –    | –    | –  | –    | –  | –  | –  | –   | –   | 1  | 15  |
| 11 | Volkswagen | –    | –    | 6    | –  | –    | 4  | –  | –  | –   | 4   | –  | 14  |
| 12 | Opel       | –    | 10   | –    | –  | –    | –  | –  | –  | 1   | –   | 2  | 13  |
| 13 | Suzuki     | –    | –    | –    | –  | –    | –  | 8  | 1  | –   | –   | –  | 9   |
| 14 | Mitsubishi | –    | –    | –    | –  | –    | –  | 7  | –  | –   | –   | –  | 7   |
| 15 | Alfa Romeo | –    | –    | –    | –  | 4    | –  | –  | –  | –   | –   | –  | 4   |
| 16 | Fiat       | –    | –    | –    | –  | –    | –  | –  | 2  | –   | –   | –  | 2   |

### Classement pilotes
| Classement pilotes | Classement pilotes    | Classement pilotes | Classement pilotes | Classement pilotes | Classement pilotes | Classement pilotes | Classement pilotes | Classement pilotes | Classement pilotes | Classement pilotes | Classement pilotes | Classement pilotes | Classement pilotes | Classement pilotes | Classement pilotes | Classement pilotes |
| Rang               | Pilote                | MON                | SWE                | POR                | KEN                | FRA                | GRE                | USA                | NZL                | ARG                | FIN                | CIV                | ITA                | GBR                | Total              |                    |
| ------------------ | --------------------- | ------------------ | ------------------ | ------------------ | ------------------ | ------------------ | ------------------ | ------------------ | ------------------ | ------------------ | ------------------ | ------------------ | ------------------ | ------------------ | ------------------ | ------------------ |
| 1                  | Miki Biasion          | –                  | –                  | 20                 | 20                 | –                  | 20                 | 20                 | –                  | 15                 | –                  | –                  | 20                 | –                  | 115                |                    |
| 2                  | Markku Alén           | –                  | 20                 | 6                  | –                  | –                  | 10                 | –                  | –                  | –                  | 20                 | –                  | 10                 | 20                 | 86                 |                    |
| 3                  | Alex Fiorio           | 15                 | –                  | 15                 | –                  | –                  | 12                 | 15                 | –                  | –                  | 4                  | –                  | 15                 | –                  | 76                 |                    |
| 4                  | Stig Blomqvist        | –                  | 15                 | 8                  | –                  | –                  | –                  | –                  | –                  | –                  | 8                  | –                  | 4                  | 6                  | 41                 |                    |
| 5                  | Timo Salonen          | 8                  | –                  | –                  | –                  | –                  | –                  | –                  | –                  | –                  | 10                 | –                  | –                  | 15                 | 33                 |                    |
| 6                  | Bruno Saby            | 20                 | –                  | –                  | –                  | 12                 | –                  | –                  | –                  | –                  | –                  | –                  | –                  | –                  | 32                 |                    |
| 6                  | Didier Auriol         | –                  | –                  | –                  | –                  | 20                 | –                  | –                  | –                  | –                  | 12                 | –                  | –                  | –                  | 32                 |                    |
| 8                  | Mikael Ericsson       | –                  | –                  | –                  | –                  | –                  | 15                 | –                  | –                  | –                  | 15                 | –                  | –                  | –                  | 30                 |                    |
| 9                  | Jorge Recalde         | –                  | –                  | 1                  | –                  | –                  | –                  | 6                  | –                  | 20                 | –                  | –                  | –                  | –                  | 27                 |                    |
| 10                 | Yves Loubet           | –                  | –                  | 12                 | –                  | 15                 | –                  | –                  | –                  | –                  | –                  | –                  | –                  | –                  | 27                 |                    |
| 11                 | Carlos Sainz          | –                  | –                  | –                  | –                  | 8                  | –                  | –                  | –                  | –                  | 6                  | –                  | 8                  | 4                  | 26                 |                    |
| 12                 | Kenneth Eriksson      | –                  | –                  | –                  | 10                 | 6                  | –                  | –                  | –                  | –                  | –                  | –                  | 6                  | –                  | 22                 |                    |
| 13                 | Rudi Stohl (de)       | –                  | –                  | –                  | 3                  | –                  | 8                  | –                  | –                  | 10                 | –                  | –                  | –                  | –                  | 21                 |                    |
| 14                 | Sepp Haider           | –                  | –                  | –                  | –                  | –                  | –                  | –                  | 20                 | –                  | –                  | –                  | –                  | –                  | 20                 |                    |
| 14                 | Alain Ambrosino       | –                  | –                  | –                  | –                  | –                  | –                  | –                  | –                  | –                  | –                  | 20                 | –                  | –                  | 20                 |                    |
| 16                 | Pascal Gaban          | –                  | –                  | –                  | –                  | –                  | 1                  | –                  | –                  | –                  | –                  | 15                 | –                  | –                  | 16                 |                    |
| 17                 | Björn Waldegård       | –                  | –                  | –                  | 4                  | –                  | –                  | –                  | –                  | –                  | –                  | –                  | –                  | 12                 | 16                 |                    |
| 18                 | Mike Kirkland         | –                  | –                  | –                  | 15                 | –                  | –                  | –                  | –                  | –                  | –                  | –                  | –                  | –                  | 15                 |                    |
| 18                 | Ray Wilson            | –                  | –                  | –                  | –                  | –                  | –                  | –                  | 15                 | –                  | –                  | –                  | –                  | –                  | 15                 |                    |
| 20                 | Jean-Pierre Ballet    | 12                 | –                  | –                  | –                  | –                  | –                  | –                  | –                  | –                  | –                  | –                  | –                  | –                  | 12                 |                    |
| 20                 | Lars-Erik Torph       | –                  | 12                 | –                  | –                  | –                  | –                  | –                  | –                  | –                  | –                  | –                  | –                  | –                  | 12                 |                    |
| 20                 | Per Eklund            | –                  | –                  | –                  | 12                 | –                  | –                  | –                  | –                  | –                  | –                  | –                  | –                  | –                  | 12                 |                    |
| 20                 | John Buffum           | –                  | –                  | –                  | –                  | –                  | –                  | 12                 | –                  | –                  | –                  | –                  | –                  | –                  | 12                 |                    |
| 20                 | Malcolm Stewart       | –                  | –                  | –                  | –                  | –                  | –                  | –                  | 12                 | –                  | –                  | –                  | –                  | –                  | 12                 |                    |
| 20                 | Franz Wittmann        | –                  | –                  | –                  | –                  | –                  | –                  | –                  | –                  | 12                 | –                  | –                  | –                  | –                  | 12                 |                    |
| 20                 | Patrick Tauziac       | –                  | –                  | –                  | –                  | –                  | –                  | –                  | –                  | –                  | –                  | 12                 | –                  | –                  | 12                 |                    |
| 20                 | Dario Cerrato         | –                  | –                  | –                  | –                  | –                  | –                  | –                  | –                  | –                  | –                  | –                  | 12                 | –                  | 12                 |                    |
| 28                 | Alain Oreille         | 10                 | –                  | –                  | –                  | 1                  | –                  | –                  | –                  | –                  | –                  | –                  | –                  | –                  | 11                 |                    |
| 29                 | Giovanni Del Zoppo    | 3                  | –                  | –                  | –                  | –                  | –                  | 8                  | –                  | –                  | –                  | –                  | –                  | –                  | 11                 |                    |
| 30                 | Erik Johansson        | –                  | 10                 | –                  | –                  | –                  | –                  | –                  | –                  | –                  | –                  | –                  | –                  | –                  | 10                 |                    |
| 30                 | Hannu Mikkola         | –                  | –                  | 10                 | –                  | –                  | –                  | –                  | –                  | –                  | –                  | –                  | –                  | –                  | 10                 |                    |
| 30                 | François Chatriot     | –                  | –                  | –                  | –                  | 10                 | –                  | –                  | –                  | –                  | –                  | –                  | –                  | –                  | 10                 |                    |
| 30                 | Georg Fischer         | –                  | –                  | –                  | –                  | –                  | –                  | 10                 | –                  | –                  | –                  | –                  | –                  | –                  | 10                 |                    |
| 30                 | David Officer         | –                  | –                  | –                  | –                  | –                  | –                  | –                  | 10                 | –                  | –                  | –                  | –                  | –                  | 10                 |                    |
| 30                 | Alain Oudit           | –                  | –                  | –                  | –                  | –                  | –                  | –                  | –                  | –                  | –                  | 10                 | –                  | –                  | 10                 |                    |
| 30                 | Pentti Airikkala      | –                  | –                  | –                  | –                  | –                  | –                  | –                  | –                  | –                  | –                  | –                  | –                  | 10                 | 10                 |                    |
| 37                 | Håkan Eriksson        | –                  | 8                  | –                  | –                  | –                  | –                  | –                  | –                  | –                  | –                  | –                  | –                  | –                  | 8                  |                    |
| 37                 | Juha Kankkunen        | –                  | –                  | –                  | 8                  | –                  | –                  | –                  | –                  | –                  | –                  | –                  | –                  | –                  | 8                  |                    |
| 37                 | Ross Meekings         | –                  | –                  | –                  | –                  | –                  | –                  | –                  | 8                  | –                  | –                  | –                  | –                  | –                  | 8                  |                    |
| 37                 | José Celsi            | –                  | –                  | –                  | –                  | –                  | –                  | –                  | –                  | 8                  | –                  | –                  | –                  | –                  | 8                  |                    |
| 37                 | Adolphe Choteau       | –                  | –                  | –                  | –                  | –                  | –                  | –                  | –                  | –                  | –                  | 8                  | –                  | –                  | 8                  |                    |
| 37                 | Armin Schwarz         | –                  | –                  | –                  | –                  | –                  | –                  | –                  | –                  | –                  | –                  | –                  | –                  | 8                  | 8                  |                    |
| 43                 | François Chauche      | 6                  | –                  | –                  | –                  | –                  | –                  | –                  | –                  | –                  | –                  | –                  | –                  | –                  | 6                  |                    |
| 43                 | Björn Johansson       | –                  | 6                  | –                  | –                  | –                  | –                  | –                  | –                  | –                  | –                  | –                  | –                  | –                  | 6                  |                    |
| 43                 | Ian Duncan            | –                  | –                  | –                  | 6                  | –                  | –                  | –                  | –                  | –                  | –                  | –                  | –                  | –                  | 6                  |                    |
| 43                 | Jigger                | –                  | –                  | –                  | –                  | –                  | 6                  | –                  | –                  | –                  | –                  | –                  | –                  | –                  | 6                  |                    |
| 43                 | Marty Roestenburg     | –                  | –                  | –                  | –                  | –                  | –                  | –                  | 6                  | –                  | –                  | –                  | –                  | –                  | 6                  |                    |
| 43                 | Juan Maria Traverso   | –                  | –                  | –                  | –                  | –                  | –                  | –                  | –                  | 6                  | –                  | –                  | –                  | –                  | 6                  |                    |
| 43                 | Didier Monin          | –                  | –                  | –                  | –                  | –                  | –                  | –                  | –                  | –                  | –                  | 6                  | –                  | –                  | 6                  |                    |
| 50                 | Christophe Spiliotis  | 4                  | –                  | –                  | –                  | –                  | –                  | –                  | –                  | –                  | –                  | –                  | –                  | –                  | 4                  |                    |
| 50                 | Bror Danielsson       | –                  | 4                  | –                  | –                  | –                  | –                  | –                  | –                  | –                  | –                  | –                  | –                  | –                  | 4                  |                    |
| 50                 | Erwin Weber           | –                  | –                  | 4                  | –                  | –                  | –                  | –                  | –                  | –                  | –                  | –                  | –                  | –                  | 4                  |                    |
| 50                 | Bernard Béguin        | –                  | –                  | –                  | –                  | 4                  | –                  | –                  | –                  | –                  | –                  | –                  | –                  | –                  | 4                  |                    |
| 50                 | Stratissino           | –                  | –                  | –                  | –                  | –                  | 4                  | –                  | –                  | –                  | –                  | –                  | –                  | –                  | 4                  |                    |
| 50                 | Nobuhiro Tajima       | –                  | –                  | –                  | –                  | –                  | –                  | 4                  | –                  | –                  | –                  | –                  | –                  | –                  | 4                  |                    |
| 50                 | Joe McAndrew          | –                  | –                  | –                  | –                  | –                  | –                  | –                  | 4                  | –                  | –                  | –                  | –                  | –                  | 4                  |                    |
| 50                 | Marcelo Raies         | –                  | –                  | –                  | –                  | –                  | –                  | –                  | –                  | 4                  | –                  | –                  | –                  | –                  | 4                  |                    |
| 50                 | Roberto Ambrosoli     | –                  | –                  | –                  | –                  | –                  | –                  | –                  | –                  | –                  | –                  | 4                  | –                  | –                  | 4                  |                    |
| 59                 | Malcolm Wilson        | –                  | 3                  | –                  | –                  | –                  | –                  | –                  | –                  | –                  | –                  | –                  | –                  | –                  | 3                  |                    |
| 59                 | Inverno Amaral        | –                  | –                  | 3                  | –                  | –                  | –                  | –                  | –                  | –                  | –                  | –                  | –                  | –                  | 3                  |                    |
| 59                 | Paul Rouby            | –                  | –                  | –                  | –                  | 3                  | –                  | –                  | –                  | –                  | –                  | –                  | –                  | –                  | 3                  |                    |
| 59                 | Kóstas Apostolou      | –                  | –                  | –                  | –                  | –                  | 3                  | –                  | –                  | –                  | –                  | –                  | –                  | –                  | 3                  |                    |
| 59                 | Rod Millen            | –                  | –                  | –                  | –                  | –                  | –                  | 3                  | –                  | –                  | –                  | –                  | –                  | –                  | 3                  |                    |
| 59                 | Tetsuo Sano           | –                  | –                  | –                  | –                  | –                  | –                  | –                  | 3                  | –                  | –                  | –                  | –                  | –                  | 3                  |                    |
| 59                 | Claudio Israel        | –                  | –                  | –                  | –                  | –                  | –                  | –                  | –                  | 3                  | –                  | –                  | –                  | –                  | 3                  |                    |
| 59                 | Harry Joki            | –                  | –                  | –                  | –                  | –                  | –                  | –                  | –                  | –                  | 3                  | –                  | –                  | –                  | 3                  |                    |
| 59                 | Soumare Mafell        | –                  | –                  | –                  | –                  | –                  | –                  | –                  | –                  | –                  | –                  | 3                  | –                  | –                  | 3                  |                    |
| 59                 | Raimund Baumschlager  | –                  | –                  | –                  | –                  | –                  | –                  | –                  | –                  | –                  | –                  | –                  | 3                  | –                  | 3                  |                    |
| 59                 | Stig-Olov Walfridsson | –                  | –                  | –                  | –                  | –                  | –                  | –                  | –                  | –                  | –                  | –                  | –                  | 3                  | 3                  |                    |
| 70                 | Tomas Jansson         | –                  | 1                  | –                  | –                  | –                  | –                  | –                  | –                  | –                  | 2                  | –                  | –                  | –                  | 3                  |                    |
| 70                 | Mats Jonsson          | –                  | –                  | –                  | –                  | –                  | –                  | –                  | –                  | –                  | 1                  | –                  | –                  | 2                  | 3                  |                    |
| 72                 | Pierre Bos            | 2                  | –                  | –                  | –                  | –                  | –                  | –                  | –                  | –                  | –                  | –                  | –                  | –                  | 2                  |                    |
| 72                 | Sebastian Lindholm    | –                  | 2                  | –                  | –                  | –                  | –                  | –                  | –                  | –                  | –                  | –                  | –                  | –                  | 2                  |                    |
| 72                 | Carlos Bica           | –                  | –                  | 2                  | –                  | –                  | –                  | –                  | –                  | –                  | –                  | –                  | –                  | –                  | 2                  |                    |
| 72                 | Possum Bourne         | –                  | –                  | –                  | 2                  | –                  | –                  | –                  | –                  | –                  | –                  | –                  | –                  | –                  | 2                  |                    |
| 72                 | Pierre-César Baroni   | –                  | –                  | –                  | –                  | 2                  | –                  | –                  | –                  | –                  | –                  | –                  | –                  | –                  | 2                  |                    |
| 72                 | Flory Roothaert       | –                  | –                  | –                  | –                  | –                  | 2                  | –                  | –                  | –                  | –                  | –                  | –                  | –                  | 2                  |                    |
| 72                 | Alan Carter           | –                  | –                  | –                  | –                  | –                  | –                  | 2                  | –                  | –                  | –                  | –                  | –                  | –                  | 2                  |                    |
| 72                 | Dave Strong           | –                  | –                  | –                  | –                  | –                  | –                  | –                  | 2                  | –                  | –                  | –                  | –                  | –                  | 2                  |                    |
| 72                 | José Luis Grasso      | –                  | –                  | –                  | –                  | –                  | –                  | –                  | –                  | 2                  | –                  | –                  | –                  | –                  | 2                  |                    |
| 72                 | Michel Molinie        | –                  | –                  | –                  | –                  | –                  | –                  | –                  | –                  | –                  | –                  | 2                  | –                  | –                  | 2                  |                    |
| 72                 | Paola De Martini      | –                  | –                  | –                  | –                  | –                  | –                  | –                  | –                  | –                  | –                  | –                  | 2                  | –                  | 2                  |                    |
| 83                 | Richard Frau          | 1                  | –                  | –                  | –                  | –                  | –                  | –                  | –                  | –                  | –                  | –                  | –                  | –                  | 1                  |                    |
| 83                 | Jim Heather-Hayes     | –                  | –                  | –                  | 1                  | –                  | –                  | –                  | –                  | –                  | –                  | –                  | –                  | –                  | 1                  |                    |
| 83                 | Michael Lieu          | –                  | –                  | –                  | –                  | –                  | –                  | 1                  | –                  | –                  | –                  | –                  | –                  | –                  | 1                  |                    |
| 83                 | Murray Walker         | –                  | –                  | –                  | –                  | –                  | –                  | –                  | 1                  | –                  | –                  | –                  | –                  | –                  | 1                  |                    |
| 83                 | Fernando Urrutia      | –                  | –                  | –                  | –                  | –                  | –                  | –                  | –                  | 1                  | –                  | –                  | –                  | –                  | 1                  |                    |
| 83                 | Smir Assef            | –                  | –                  | –                  | –                  | –                  | –                  | –                  | –                  | –                  | –                  | 1                  | –                  | –                  | 1                  |                    |
| 83                 | Paolo Alessandrini    | –                  | –                  | –                  | –                  | –                  | –                  | –                  | –                  | –                  | –                  | –                  | 1                  | –                  | 1                  |                    |
| 83                 | Kalle Grundel         | –                  | –                  | –                  | –                  | –                  | –                  | –                  | –                  | –                  | –                  | –                  | –                  | 1                  | 1                  |                    |

### Coupe FIA des voitures de production
| Coupe FIA des voitures de production | Coupe FIA des voitures de production | Coupe FIA des voitures de production | Coupe FIA des voitures de production | Coupe FIA des voitures de production | Coupe FIA des voitures de production | Coupe FIA des voitures de production | Coupe FIA des voitures de production | Coupe FIA des voitures de production | Coupe FIA des voitures de production | Coupe FIA des voitures de production | Coupe FIA des voitures de production | Coupe FIA des voitures de production | Coupe FIA des voitures de production | Coupe FIA des voitures de production | Coupe FIA des voitures de production | Coupe FIA des voitures de production |
| Rang                                 | Pilote                               | MON                                  | SWE                                  | POR                                  | KEN                                  | FRA                                  | GRE                                  | USA                                  | NZL                                  | ARG                                  | FIN                                  | CIV                                  | ITA                                  | GBR                                  | Points                               |                                      |
| ------------------------------------ | ------------------------------------ | ------------------------------------ | ------------------------------------ | ------------------------------------ | ------------------------------------ | ------------------------------------ | ------------------------------------ | ------------------------------------ | ------------------------------------ | ------------------------------------ | ------------------------------------ | ------------------------------------ | ------------------------------------ | ------------------------------------ | ------------------------------------ | ------------------------------------ |
| 1                                    | Pascal Gaban                         | –                                    | –                                    | 10                                   | –                                    | –                                    | 13                                   | –                                    | –                                    | –                                    | –                                    | 13                                   | 7                                    | 2                                    | 45                                   |                                      |
| 2                                    | Jorge Recalde                        | –                                    | –                                    | 13                                   | –                                    | –                                    | –                                    | 10                                   | –                                    | –                                    | 13                                   | –                                    | –                                    | 7                                    | 43                                   |                                      |
| 3                                    | Giovanni Del Zoppo                   | 10                                   | –                                    | –                                    | –                                    | –                                    | –                                    | 13                                   | –                                    | –                                    | 7                                    | –                                    | –                                    | –                                    | 30                                   |                                      |
| 4                                    | Grégoire De Mévius                   | –                                    | –                                    | –                                    | –                                    | –                                    | –                                    | –                                    | –                                    | –                                    | 3                                    | –                                    | –                                    | 13                                   | 16                                   |                                      |
| 5                                    | Massimo Ercolani                     | –                                    | 5                                    | –                                    | –                                    | –                                    | –                                    | –                                    | –                                    | –                                    | 5                                    | –                                    | –                                    | 5                                    | 15                                   |                                      |
| 6                                    | François Chauche                     | 13                                   | –                                    | –                                    | –                                    | –                                    | –                                    | –                                    | –                                    | –                                    | –                                    | –                                    | –                                    | –                                    | 13                                   |                                      |
| 6                                    | Sören Nilsson                        | –                                    | 13                                   | –                                    | –                                    | –                                    | –                                    | –                                    | –                                    | –                                    | –                                    | –                                    | –                                    | –                                    | 13                                   |                                      |
| 6                                    | Pierre-César Baroni                  | –                                    | –                                    | –                                    | –                                    | 13                                   | –                                    | –                                    | –                                    | –                                    | –                                    | –                                    | –                                    | –                                    | 13                                   |                                      |
| 6                                    | Dave Strong                          | –                                    | –                                    | –                                    | –                                    | –                                    | –                                    | –                                    | 13                                   | –                                    | –                                    | –                                    | –                                    | –                                    | 13                                   |                                      |
| 6                                    | Andrea Aghini                        | –                                    | –                                    | –                                    | –                                    | –                                    | –                                    | –                                    | –                                    | –                                    | –                                    | –                                    | 13                                   | –                                    | 13                                   |                                      |
| 11                                   | Richard Frau                         | 7                                    | –                                    | –                                    | –                                    | 5                                    | –                                    | –                                    | –                                    | –                                    | –                                    | –                                    | –                                    | –                                    | 12                                   |                                      |